# Tjep Hoedemakers
Tjep Hoedemakers (* 14. Oktober 1999 in Geldrop) ist ein niederländischer Hockeyspieler. Er gewann 2024 olympisches Gold mit der niederländischen Nationalmannschaft, 2023 war er Weltmeisterschaftsdritter.

## Sportliche Karriere
2019 belegte er mit der niederländischen Juniorenauswahl den dritten Platz bei der Junioren-Europameisterschaft.
Ende 2021 debütierte er in der Nationalmannschaft. In 55 Länderspielen erzielte der Angriffsspieler 19 Tore (Stand 8. August 2024).
Im Januar 2023 bei der Weltmeisterschaft in Bhubaneswar bezwangen die Niederländer im Viertelfinale die Mannschaft aus Südkorea mit 5:1. Im Halbfinale unterlagen die Niederländer den Belgiern im Shootout. Das Spiel um Bronze gewannen sie mit 3:1 gegen die Australier. Hoedemakers war in allen sechs Spielen dabei und erzielte ein Tor in der Vorrunde. Die Europameisterschaft in Mönchengladbach verpasste Hoedemakers wegen einer Verletzung, die er sich beim letzten Training vor Turnierbeginn zuzog.
Im August 2024 bei den Olympischen Spielen in Paris besiegten die Niederländer im Viertelfinale die Australier mit 2:0. Nach einem 4:0-Sieg im Halbfinale gegen die Spanier gewannen die Niederländer im Endspiel gegen die Deutschen im Shootout, nachdem es am Ende der regulären Spielzeit 1:1 gestanden hatte. Tjep Hoedemakers war in den ersten sieben Spielen dabei und erzielte drei Tore in der Vorrunde. Im Finale musste er verletzt zusehen, für ihn rückte Steijn van Heijningen ins Team.
Auf Vereinsebene spielt Hoedemakers seit 2018 beim HC Rotterdam. Neben seiner sportlichen Laufbahn studierte er zunächst Medizin an der Erasmus-Universität Rotterdam und begann 2023 sein Promotionsstudium am Universitärmedizinischen Centrum der Universität Utrecht.